# Andrena mirzojani
Andrena mirzojani är en biart som beskrevs av Osytshnjuk 1993. Andrena mirzojani ingår i släktet sandbin, och familjen grävbin. Inga underarter finns listade i Catalogue of Life.